# Serguei Nikolàievitx Titov
Serguei Nikolàievitx Titov. rus: Сергей Николаевич Титов (Sant Petersburg, 1770 - 1825) fou un compositor rus, germà i oncle respectivament de Nikolai i Nikolai (fill) ambdós també músics compositors.
Com els seus familiars va escriure un gran nombre d'òperes: El matrimoni per la força i La tafanera, entre les més conegudes, així com els balls, El nou Werther i El jugador convertit.